# Црква брвнара у Драглици
Црква брвнара у Драглици омања је црква брвнара која се налази у селу Драглици на Златибору, на југозападу Србије. Посвећена је Светој Тројици и налази се под ингеренцијом Жичке епархије Српске православне цркве.
Радови на градњи храма окончани су у првој половини 2017. године. Црква је освештана 6. јуна 2017. године, а литургију је предводио епископ Жички господин Јустин (Стефановић), уз саслужење игумана Свете царске лавре Хиландара архимандрита Методија Марковића.
Том приликом, са благословом епископа Јустина, архимандрит Методије, игуман Методије је поклонио копију иконе Пресвете Богородице Млекопитатељнице.